# Ocyale dewinterae
Ocyale dewinterae är en spindelart som beskrevs av Mark Alderweireldt 1996. Ocyale dewinterae ingår i släktet Ocyale och familjen vargspindlar. Inga underarter finns listade i Catalogue of Life.